# Discorso di Hitler all'Obersalzberg
Il discorso all'Obersalzberg è un discorso tenuto da Adolf Hitler ai comandanti della Wehrmacht nella sua casa dell'Obersalzberg il 22 agosto 1939, una settimana prima dell'invasione tedesca della Polonia. Il discorso descrive, in particolare, l'imminente invasione tedesca della Polonia e il previsto sterminio dei polacchi, dimostrando l'intenzione di Hitler di attuare questo genocidio in modo pianificato.

## Origine del documento
Nell'agosto 1939, Louis P. Lochner contattò il diplomatico americano Alexander Comstock Kirk e gli mostrò il testo, ma Kirk non ne fu interessato. Lochner contattò poi il diplomatico britannico George Ogilvie-Forbes, che lo trasmise infatti a Londra il 25 agosto 1939. Lo storico canadese Michael Marrus scrisse che Lochner quasi certamente ottenne il testo dall'ammiraglio Wilhelm Canaris, il capo dell'Abwehr (l'intelligence tedesca), presente alla Conferenza dell'Obersalzberg.
Durante il processo di Norimberga furono raggruppati tre documenti che contenevano il discorso di Hitler del 22 agosto 1939 (1014-PS, 798-PS, e L-3), ma solo il documento L-3 conteneva un riferimento al genocidio armeno. I documenti 1014-PS e 798-PS furono trovati dalle forze statunitensi all'interno del quartier generale dell'OKW ma i documenti non contenevano la citazione armena. Il 16 maggio 1946, durante uno dei processi di Norimberga, un avvocato di uno degli imputati, il dottor Walter Siemers, chiese al presidente del processo di cancellare il documento 1014-PS, ma la sua richiesta fu respinta. Il documento L-3 fu presentato in tribunale da un giornalista americano, Louis P. Lochner.
Secondo Louis P. Lochner, mentre era di stanza a Berlino, ricevette una copia di un discorso di Hitler dal suo informatore. Lochner in seguito pubblicò il discorso, tradotto in inglese, nel suo libro What About Germany? come indicativo del desiderio di Hitler di conquistare il mondo. Nel 1945, Lochner consegnò una trascrizione del documento tedesco che aveva ricevuto dall'accusa al processo di Norimberga, ed era etichettato L-3. Quindi è conosciuto come il documento L-3. Il discorso si trova anche in una nota a piè di pagina delle note su un discorso che Hitler tenne a Obersalzberg il 22 agosto 1939 e che furono pubblicati nei documenti della politica estera tedesca. Quando è stato chiesto al Tribunale per i crimini di guerra di Norimberga chi fosse la sua fonte, Lochner ha detto che si trattava di un tedesco chiamato "Herr Maasz", ma ha fornito informazioni vaghe su di lui.
Il Times di Londra ha citato la versione di Lochner in un articolo non firmato intitolato The War Route of the Nazi Germany il 24 novembre 1945. L'articolo affermava che era stato presentato come prova dal pubblico ministero il 23 novembre 1945. Secondo l'Akten zur deutschen auswärtigen Politik (ser. D, vol. 7, 1961), il documento non è stato presentato come prova dinanzi al Tribunale militare internazionale per ragioni sconosciute e non è incluso nella pubblicazione ufficiale dei documenti di prova. Tra i documenti tedeschi sequestrati erano stati trovati altri due documenti contenenti i verbali dei discorsi di Hitler all'Obersalzberg e presentati come prove, entrambi omettendo la citazione armena.
In Nazi Conspiracy and Aggression, la raccolta di documenti relativi ai processi di Norimberga preparata dalla squadra del pubblico ministero, i redattori descrivono la relazione tra i documenti in questione come segue: